# Jimmy Neely
Jimmy Neely (* um 1930) ist ein US-amerikanischer Jazz- und Rhythm-&-Blues-Musiker (Piano).
Neely leitete Ende der 1940er-Jahre ein lokales Jazzquintett, dem 1947/48 der Gitarrist Mickey Baker angehörte. Ab den frühen 1950er-Jahren arbeitete er in New York City mit Charlie Singleton (mit dem 1951 erste Aufnahmen entstanden), außerdem mit dem R&B-Sänger H-Bomb Ferguson, sowie mit Red Prysock und Roy Eldridge. 1960 legte er sein Debütalbum Misirlou (Tru-Sound Records) vor, in Triobesetzung mit Michel Mulia (Bass) und Rudy Lawless (Schlagzeug) aufgenommen. 1963 folgte noch das Album The Now! Sound of Jimmy Neeley [sic] auf dem lokalen Label Ali Records. In den 60ern trat er mit eigenem Trio in New Yorker Clubs auf; ferner wirkte er u. a. bei Plattenaufnahmen von Betty Roche (Lightly and Politely), Willis „Gator“ Jackson und Etta Jones mit. Letzte Aufnahmen entstanden um 1969, als Neely mit Streicherbegleitung das Album Pure Simplicity einspielte. Im Bereich des Jazz war er von 1951 bis 1969 an elf Aufnahmesessions beteiligt.